# ضربوت (المهرة)
ضربوت هي إحدى قرى مديرية المسيلة التابعة لمحافظة المهرة، بلغ تعداد سكانها 96 نسمة حسب تعداد اليمن لعام 2004.